# 二(三甲基硅基)氨基钾
二(三甲基硅基)氨基钾是一种无机化合物，化学式为KSi
2C
6NH
18。它可由二(三甲基硅基)胺和氢化钾在四氢呋喃中反应得到，反应会放出氢气。
{\displaystyle \mathrm {(CH_{3})_{3}{-}Si{-}NH{-}Si(CH_{3})_{3}+KH\longrightarrow } } {\displaystyle \mathrm {(CH_{3})_{3}{-}Si{-}N^{-}{-}Si(CH_{3})_{3}+K^{+}+H_{2}\ } }
它和水反应，生成二(三甲基硅基)胺和氢氧化钾。